# Luz (Mourão)
Luz est une freguesia Portugaise de la municipalité de Mourão, avec une superficie de 50,90 km2 et 290 habitants en 2011. Densité de population : 5,7 habitants/km²
Une grande partie du territoire fut submergée par les eaux de la retenue du barrage de Alqueva à partir de 2002. Un nouveau village fut construit pour héberger tous les habitants de Luz.
En 2002 423 habitants furent transférés. En 2012, ils sont 297, et près de cent maisons sont inoccupées.
À son inauguration, il y avait 28 élèves dans l'école; en 2012, il n'y en a plus que huit.

## Patrimoine
- Château de Lousa